# Eldridge (Iowa)
Eldridge – miasto w Stanach Zjednoczonych, w stanie Iowa, w hrabstwie Scott. Zgodnie ze spisem statystycznym z 2000 roku, miasto liczyło 4.159 mieszkańców.